# Aethalura semivirgata
Aethalura semivirgata är en fjärilsart som beskrevs av Edward Alfred Cockayne 1950. Aethalura semivirgata ingår i släktet Aethalura och familjen mätare. Inga underarter finns listade i Catalogue of Life.